# XXIV Copa de España (football americano)
La XXIV Copa de España è la 24ª edizione (23ª disputata) della coppa nazionale di football americano, organizzata dalla FEFA.

## Squadre partecipanti
| Club                   | Città                     | Stadio | Sponsor ufficiale | Risultato nella stagione 2018 |
| ---------------------- | ------------------------- | ------ | ----------------- | ----------------------------- |
| Alcobendas Cavaliers   | Alcobendas                |        |                   |                               |
| Badalona Dracs         | Badalona                  |        |                   |                               |
| Camioneros de Coslada  | Coslada                   |        |                   |                               |
| Gijón Mariners         | Gijón                     |        |                   |                               |
| L'Hospitalet Pioners   | L'Hospitalet de Llobregat |        |                   |                               |
| Las Rozas Black Demons | Las Rozas de Madrid       |        |                   |                               |
| Mallorca Voltors       | Palma di Maiorca          |        |                   |                               |
| Murcia Cobras          | Murcia                    |        |                   |                               |
| Osos de Rivas          | Rivas-Vaciamadrid         |        |                   |                               |
| Zaragoza Hurricanes    | Saragozza                 |        |                   |                               |

## Tabellone
|  | Wild Card            | Wild Card            | Wild Card |  |  | Quarti di finale       | Quarti di finale       | Quarti di finale       |    |                        | Semifinali             | Semifinali     | Semifinali |  |  | XXIV Finale | XXIV Finale | XXIV Finale |
|  |                      |                      |           |  |  |                        |                        |                        |    |                        |                        |                |            |  |  |             |             |             |
|  |                      |                      |           |  |  |                        |                        |                        |    |                        |                        |                |            |  |  |             |             |             |
|  |                      |                      |           |  |  | Badalona Dracs         | Badalona Dracs         | 23                     |    |                        |                        |                |            |  |  |             |             |             |
|  | Alcobendas Cavaliers | Alcobendas Cavaliers | 27        |  |  | Alcobendas Cavaliers   | Alcobendas Cavaliers   | 0                      |    |                        |                        |                |            |  |  |             |             |             |
|  | Mallorca Voltors     | Mallorca Voltors     | 3         |  |  |                        |                        |                        |    | Badalona Dracs         | Badalona Dracs         | 34             |            |  |  |             |             |             |
|  |                      |                      |           |  |  |                        | L'Hospitalet Pioners   | L'Hospitalet Pioners   | 7  |                        |                        |                |            |  |  |             |             |             |
|  |                      |                      |           |  |  | Gijón Mariners         | Gijón Mariners         | 13                     |    |                        |                        |                |            |  |  |             |             |             |
|  | Osos de Rivas        | Osos de Rivas        | 7         |  |  | L'Hospitalet Pioners   | L'Hospitalet Pioners   | 14                     |    |                        |                        |                |            |  |  |             |             |             |
|  | L'Hospitalet Pioners | L'Hospitalet Pioners | 29        |  |  |                        |                        |                        |    |                        | Badalona Dracs         | Badalona Dracs | 15         |  |  |             |             |             |
|  |                      |                      |           |  |  |                        | Las Rozas Black Demons | Las Rozas Black Demons | 3  |                        |                        |                |            |  |  |             |             |             |
|  |                      |                      |           |  |  | Las Rozas Black Demons | Las Rozas Black Demons | 20                     |    |                        |                        |                |            |  |  |             |             |             |
|  |                      |                      |           |  |  | Murcia Cobras          | Murcia Cobras          | 0                      |    |                        |                        |                |            |  |  |             |             |             |
|  |                      |                      |           |  |  |                        |                        |                        |    | Las Rozas Black Demons | Las Rozas Black Demons | 31             |            |  |  |             |             |             |
|  |                      |                      |           |  |  |                        | Camioneros de Coslada  | Camioneros de Coslada  | 13 |                        |                        |                |            |  |  |             |             |             |
|  |                      |                      |           |  |  | Camioneros de Coslada  | Camioneros de Coslada  | 37                     |    |                        |                        |                |            |  |  |             |             |             |
|  |                      |                      |           |  |  | Zaragoza Hurricanes    | Zaragoza Hurricanes    | 6                      |    |                        |                        |                |            |  |  |             |             |             |
|  |                      |                      |           |  |  |                        |                        |                        |    |                        |                        |                |            |  |  |             |             |             |

## Wild Card
| 2 novembre 2019, ore 12:30 | Alcobendas Cavaliers | 27 – 3 referto | Mallorca Voltors |  |

| 2 novembre 2019, ore 16:00 | Osos de Rivas | 7 – 29 referto | L'Hospitalet Pioners |  |

## Quarti di finale
| 9 novembre 2019, ore 15:00 | Camioneros de Coslada | 37 – 6 | Zaragoza Hurricanes |  |

| 9 novembre 2019, ore 15:00 | Gijón Mariners | 13 – 14 | L'Hospitalet Pioners |  |

| 9 novembre 2019, ore 17:00 | Las Rozas Black Demons | 20 – 0 | Murcia Cobras |  |

| 10 novembre 2019, ore 12:30 | Badalona Dracs | 23 – 0 | Alcobendas Cavaliers |  |

## Semifinali
| 24 novembre 2019, ore 12:00 | Badalona Dracs | 34 – 7 | L'Hospitalet Pioners |  |

| 24 novembre 2019, ore 16:00 | Las Rozas Black Demons | 31 – 13 | Camioneros de Coslada |  |

## Finale
| El Masnou 15 dicembre 2019, ore 13:30 | Badalona Dracs | 15 – 3 referto | Las Rozas Black Demons | Atletic Masnou Futbol |

## Verdetti
- Badalona Dracs Vincitori della Copa de España 2019